# 완주군의 국회의원

## 행정구역 변천
- 1945년 8월 15일 전라북도 완주군
- 1957년 11월 6일 초포면·우전면이 전주시에 편입
- 1983년 2월 15일 상관면 일부가 전주시에 편입
- 1987년 1월 1일 조촌읍이 전주시에 편입
- 1989년 1월 1일 용진면 일부·구이면 일부가 전주시에 편입
- 1990년 8월 1일 이서면 일부가 전주시에 편입

## 완주군의 역대 국회의원 일람
| 대수         | 이름           | 소속정당               | 임기                               | 선거구역                                                                  |
| ------------ | -------------- | ---------------------- | ---------------------------------- | ------------------------------------------------------------------------- |
| 제1대        | 류준상(柳俊相) | 대한독립촉성국민회     | 1948년 5월 31일 - 1950년 5월 30일  | 완주군 갑: 봉동면 삼례면 비봉면 초포면 용진면 조촌면                      |
| 제1대        | 이석주(李錫柱) | 대한독립촉성농민총연맹 | 1948년 5월 31일 - 1950년 5월 30일  | 완주군 을: 고산면 운주면 화산면 상관면 우전면 이서면 소양면 구이면 동상면 |
| 제2대        | 박양재(朴良載) | 무소속                 | 1950년 5월 31일 - 1954년 5월 30일  | 완주군 갑: 초포면 봉동면 삼례면 고산면 비봉면 운주면 화산면 동상면        |
| 제2대        | 박영래(朴榮來) | 무소속                 | 1950년 5월 31일 - 1954년 5월 30일  | 완주군 을: 용진면 상관면 우전면 조촌면 이서면 소양면 구이면               |
| 제3대        | 이존화(李存華) | 자유당                 | 1954년 5월 31일 - 1958년 5월 30일  | 완주군 갑: 초포면 봉동면 삼례면 고산면 비봉면 운주면 화산면 동상면        |
| 제3대        | 손권배(孫權培) | 자유당                 | 1954년 5월 31일 - 1958년 5월 30일  | 완주군 을: 용진면 상관면 우전면 조촌면 이서면 소양면 구이면               |
| 제4대        | 이존화(李存華) | 자유당                 | 1958년 5월 31일 - 1960년 7월 28일  | 완주군 갑: 삼례읍 봉동면 고산면 비봉면 운주면 화산면 동상면               |
| 제4대        | 배성기(裵聖基) | 민주당                 | 1958년 5월 31일 - 1960년 7월 28일  | 완주군 을: 용진면 상관면 조촌면 이서면 소양면 구이면                      |
| 제5대 민의원 | 이정원(李貞遠) | 민주당                 | 1960년 7월 29일 - 1961년 5월 16일  | 완주군 갑: 삼례읍 봉동면 고산면 비봉면 운주면 화산면 동상면               |
| 제5대 민의원 | 배성기(裵聖基) | 민주당                 | 1960년 7월 29일 - 1961년 5월 16일  | 완주군 을: 용진면 상관면 조촌면 이서면 소양면 구이면                      |
| 제6대        | 최영두(崔永斗) | 민주공화당             | 1963년 12월 17일 - 1967년 6월 30일 | 완주군 일원(제4선거구)                                                    |
| 제7대        | 류범수(柳凡秀) | 민주공화당             | 1967년 7월 1일 - 1971년 6월 30일   | 완주군 일원(제4선거구)                                                    |
| 제8대        | 유기정(柳琦諪) | 민주공화당             | 1971년 7월 1일 - 1972년 10월 17일  | 완주군 일원(제4선거구)                                                    |
| 제9대        | 이철승(李哲承) | 신민당                 | 1973년 3월 12일 - 1979년 3월 11일  | 전주시·완주군 일원(제1선거구)                                             |
| 제9대        | 유기정(柳琦諪) | 민주공화당             | 1973년 3월 12일 - 1979년 3월 11일  | 전주시·완주군 일원(제1선거구)                                             |
| 제10대       | 이철승(李哲承) | 신민당                 | 1979년 3월 12일 - 1980년 7월 4일   | 전주시·완주군 일원(제1선거구)                                             |
| 제10대       | 유기정(柳琦諪) | 민주공화당             | 1979년 3월 12일 - 1980년 10월 4일  | 전주시·완주군 일원(제1선거구)                                             |
| 제11대       | 임방현(林芳鉉) | 민주정의당             | 1981년 4월 11일 - 1985년 4월 10일  | 전주시·완주군 일원(제1선거구)                                             |
| 제11대       | 김태식(金台植) | 민주한국당             | 1981년 4월 11일 - 1985년 4월 10일  | 전주시·완주군 일원(제1선거구)                                             |
| 제12대       | 이철승(李哲承) | 신한민주당             | 1985년 4월 11일 - 1988년 5월 29일  | 전주시·완주군 일원(제1선거구)                                             |
| 제12대       | 임방현(林芳鉉) | 민주정의당             | 1985년 4월 11일 - 1988년 5월 29일  | 전주시·완주군 일원(제1선거구)                                             |
| 제13대       | 김태식(金台植) | 평화민주당             | 1988년 5월 30일 - 1992년 5월 29일  | 완주군 일원                                                               |
| 제14대       | 김태식(金台植) | 민주당                 | 1992년 5월 30일 - 1996년 5월 29일  | 완주군 일원                                                               |
| 제15대       | 김태식(金台植) | 새정치국민회의         | 1996년 5월 30일 - 2000년 5월 29일  | 완주군 일원                                                               |
| 제16대       | 김태식(金台植) | 새천년민주당           | 2000년 5월 30일 - 2004년 5월 29일  | 완주군·임실군 일원                                                        |
| 제17대       | 최규성(崔圭成) | 열린우리당             | 2004년 5월 30일 - 2008년 5월 29일  | 김제시·완주군 일원                                                        |
| 제18대       | 최규성(崔圭成) | 통합민주당             | 2008년 5월 30일 - 2012년 5월 29일  | 김제시·완주군 일원                                                        |
| 제19대       | 최규성(崔圭成) | 민주통합당             | 2012년 5월 30일 - 2016년 5월 29일  | 김제시·완주군 일원                                                        |
| 제20대       | 안호영(安浩永) | 더불어민주당           | 2016년 5월 30일 - 2020년 5월 29일  | 완주군·진안군·무주군·장수군 일원                                          |
| 제21대       | 안호영(安浩永) | 더불어민주당           | 2020년 5월 30일 - 2024년 5월 29일  | 완주군·진안군·무주군·장수군 일원                                          |
| 제22대       | 안호영(安浩永) | 더불어민주당           | 2024년 5월 30일 -                  | 완주군·진안군·무주군 일원                                                 |

## 같이 보기
- 전주시의 국회의원
- 익산시의 국회의원
- 군산시의 국회의원
- 남원시의 국회의원
- 임실군의 국회의원
- 김제시의 국회의원
- 진안군의 국회의원
- 무주군의 국회의원
- 장수군의 국회의원
- 완주군 (1988년 선거구)
- 완주군·임실군
- 김제시·완주군
- 완주군·진안군·무주군·장수군
- 완주군·진안군·무주군